# Hilda Kuper
Pour les articles homonymes, voir Kuper.
Hilda Beemer Kuper, née Beemer (1911-1992), est une anthropologue sociale zimbabwéenne connue pour l'ensemble de son travail sur la culture Swazi.

## Biographie
Née à Bulawayo, alors en Rhodésie, de parents, l'un lituanien juif et l'autre juif autrichien, Hilda Kuper déménage en Afrique du Sud après la mort de son père. Elle étudie à l'université du Witwatersrand et, par la suite, à la London School of Economics, sous la direction de Bronisław Malinowski.
En 1934, après avoir gagné une bourse pour étudier au Swaziland, Hilda Kuper se lie d'amitié avec le Roi Sobhuza II qui, avec Malinowski, l'aide à s'installer au village royal de Lobamba, où elle poursuit ses travaux de recherche. Ses publications sur la culture Swazi comprennent les deux parties de la thèse, An African Aristocracy: Rank among the Swazi (1947) et The Uniform of Colour: a Study of White–Black Relationships in Swaziland (1947), ainsi que The Swazi: a South African Kingdom (1963).
Quelques années plus tard, à Durban, Kuper est devenue un membre fondateur du Parti Libéral au Natal, alors qu'elle signe Indian People in Natal (1960).
Elle enseigne dans les universités du Witwatersrand et du Natal, et a occupé des postes de visiteur dans les universités de Birmingham et de Caroline du Nord.
En 1961, les Kuper déménagent à Los Angeles, devant l'augmentation du harcèlement des intellectuels opposants en Afrique du Sud. Là, elle occupe un poste de professeur à l'Université de Californie à Los Angeles, au Département d'Anthropologie de 1963 jusqu'à sa retraite en 1977. En 1969, elle remporte une bourse Guggenheim, et en 1978, publie une vaste biographie officielle de Sobhuza II, King Sobhuza II, Ngwenyama and King of Swaziland.

## Vie personnelle
Elle épouse l'avocat et philosophe sud-africain Leo Kuper (en) en 1936, avec qui elle a deux filles. Ils ont participé à plusieurs mouvements politiques ensemble.

## Publications
- The Bite of Hunger, roman, 1965
- A Witch in my Heart, pièce de théâtre, 1970

- A royal ritual in a changing political context
- African aristocracy rank among the Swazi
- African law: adaptation and development
- An ethnographic description of a Tamil Hindu marriage in Durban
- Changes in caste of the South African Indians
- Commitment : the liberals as scholar in South Africa
- The Swazi, 1952
- The Shona, 1955

## Prix et distinctions
- 1961 : Rivers Memorial Medal du Royal Anthropological Institute [2].
- 1969 : Bourse Guggenheim des sciences sociales pour les États-Unis et le Canada